# بیندی

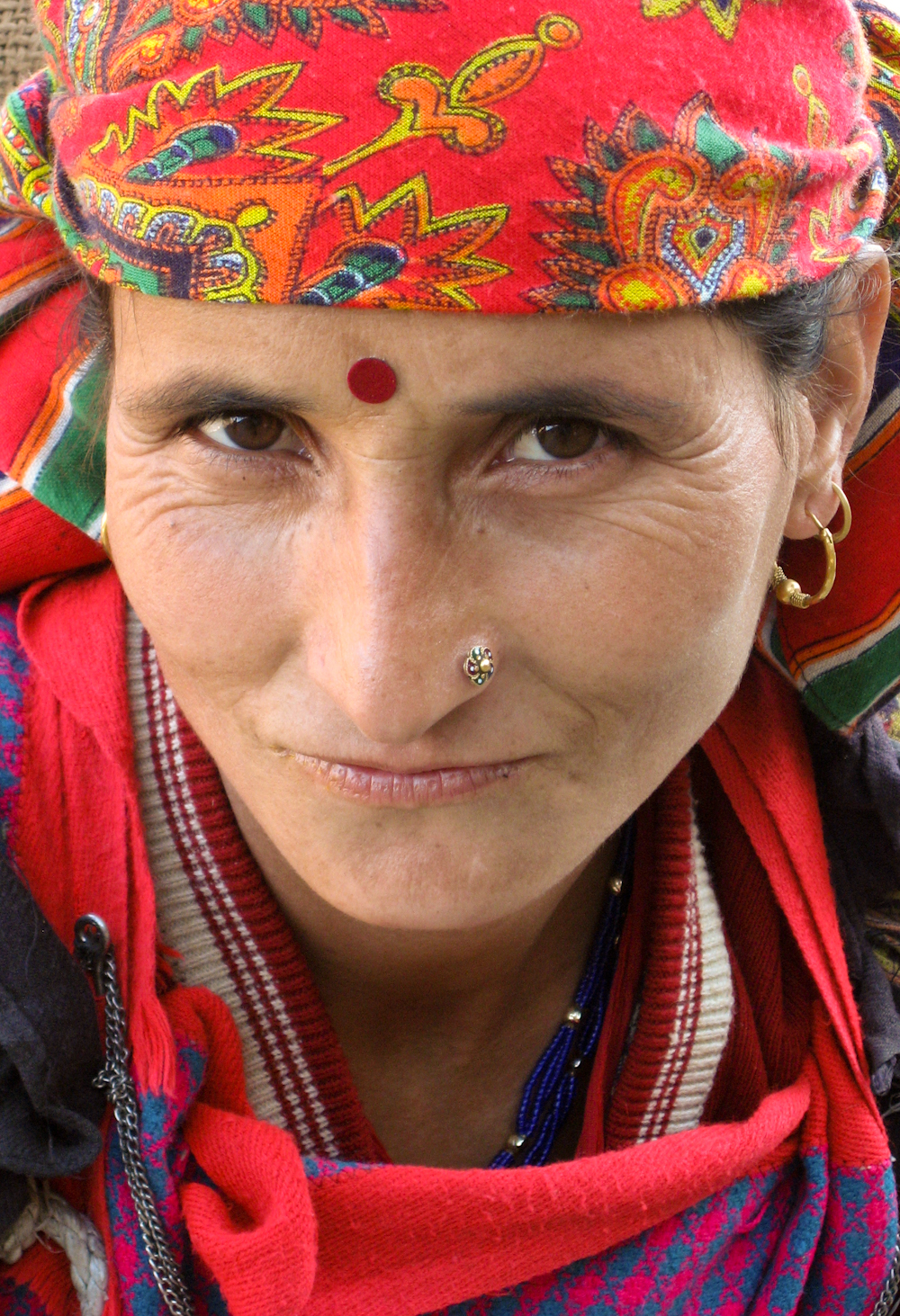
زن هندو با بیندی

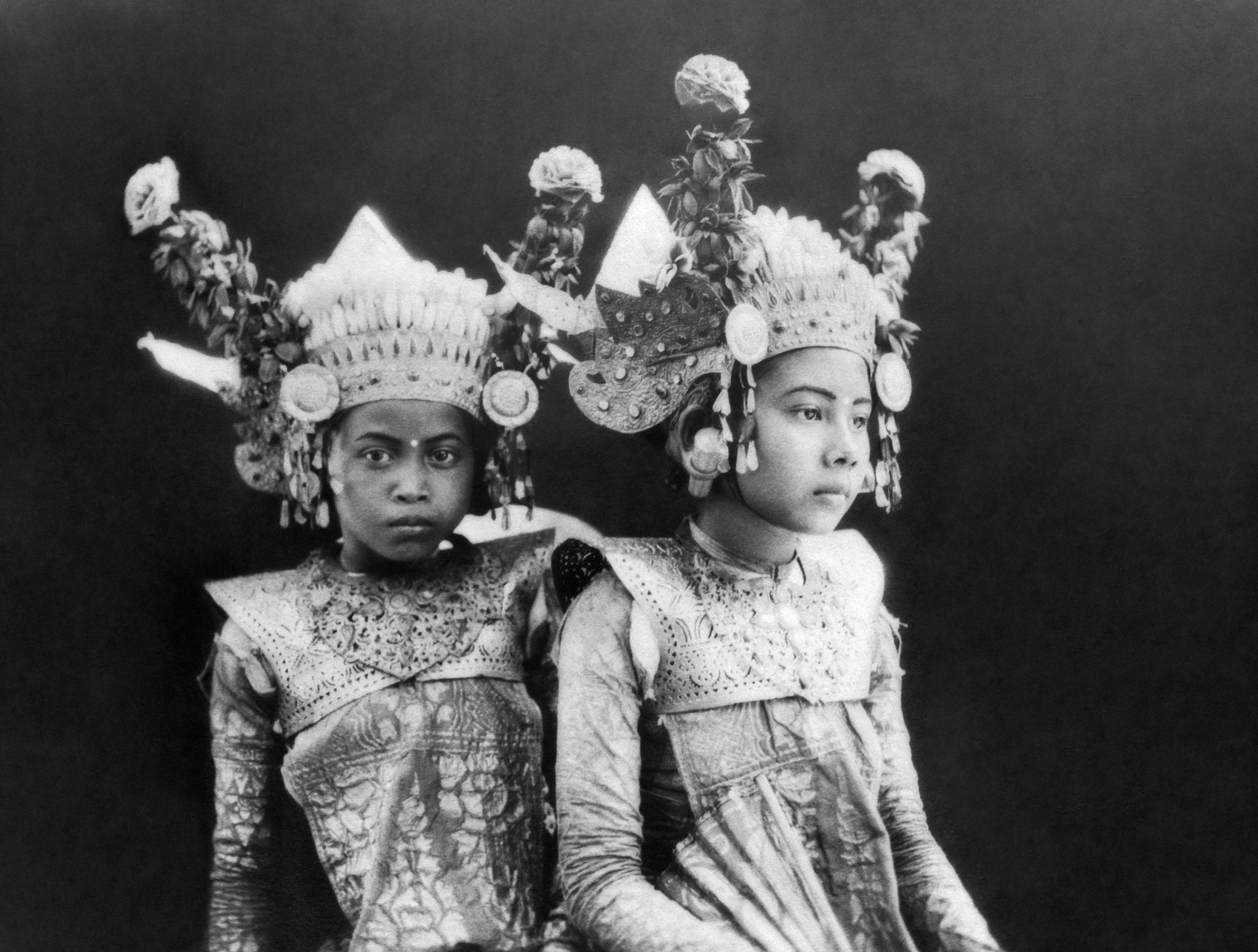
نگاره‌ای به‌سال ۱۹۲۹ میلادی از دو رقصندهٔ با بیندی اهل بالی. این نگاره اکنون در مالکیت موزه تروپن قرار دارد.

بیندی (به هندی: बिंदी به انگلیسی:Bindi؛ تلفظ در سانسکریت: بیندو به معنی نقطه، قطره، خال یا ذره کوچک؛ در فارسی معروف به خال هندو)، یک نقطه قرمز رنگ است که معمولاً زنان هندو و جین در مرکز پیشانی خود قرار می‌دهند.
قدمت واژه بیندو به سرود آفرینش در ریگ ودا که به ناسادیا سوکتا معروف است بر می‌گردد و در تاریخ و فرهنگ منطقه هند بزرگ یا حوزه فرهنگی هند حضور آشکار دارد.
بیندو به عنوان نقطه‌ای که خلقت از آن آغاز می‌شود و می‌تواند به وحدت برسد در نظر گرفته شده، همچنین آن را «نماد مقدس کیهان، در حالت ناآشکار خود» توصیف کرده‌اند. در آیین هندو، آیین بودا و جین بیندی در ارتباط با چاکرای ششم یا آجنا (چاکرای پیشانی یا چشم سوم به منزله مرکز آگاهی) در نظر گرفته شده‌است. همچنین گفته می‌شود بیندی نقطه یا خالی است که در اطرافش مَندَل یا ماندالا به نمایندگی از کائنات ایجاد شده‌است.
بیندی در شکل سنتی یک نقطه یا دایره کوچک قرمز روشن است که در مرکز پیشانی نزدیک به ابرو قرار می‌گیرد و در شبه قاره هند (هند، پاکستان، بنگلادش، نپال و سریلانکا) و آسیای جنوب شرقی در بالی و جاوه به ویژه در میان هندوها رواج بسیار دارد. 

## نگارخانه

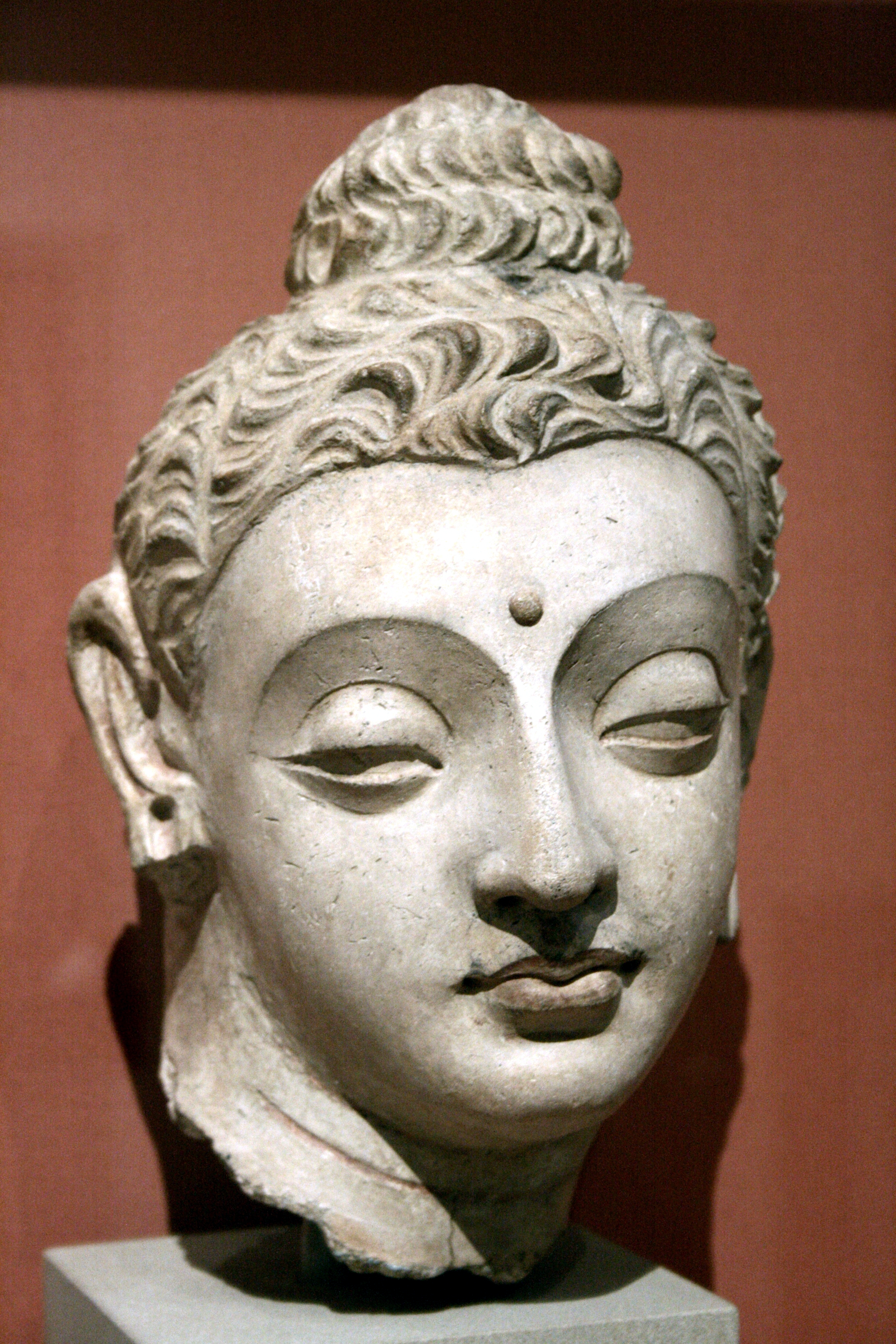
بودا به تصویر کشیده شده با بیندی. خال در مرکز پیشانی معمولاً به عنوان چشم سوم یا مرکز آگاهی است.
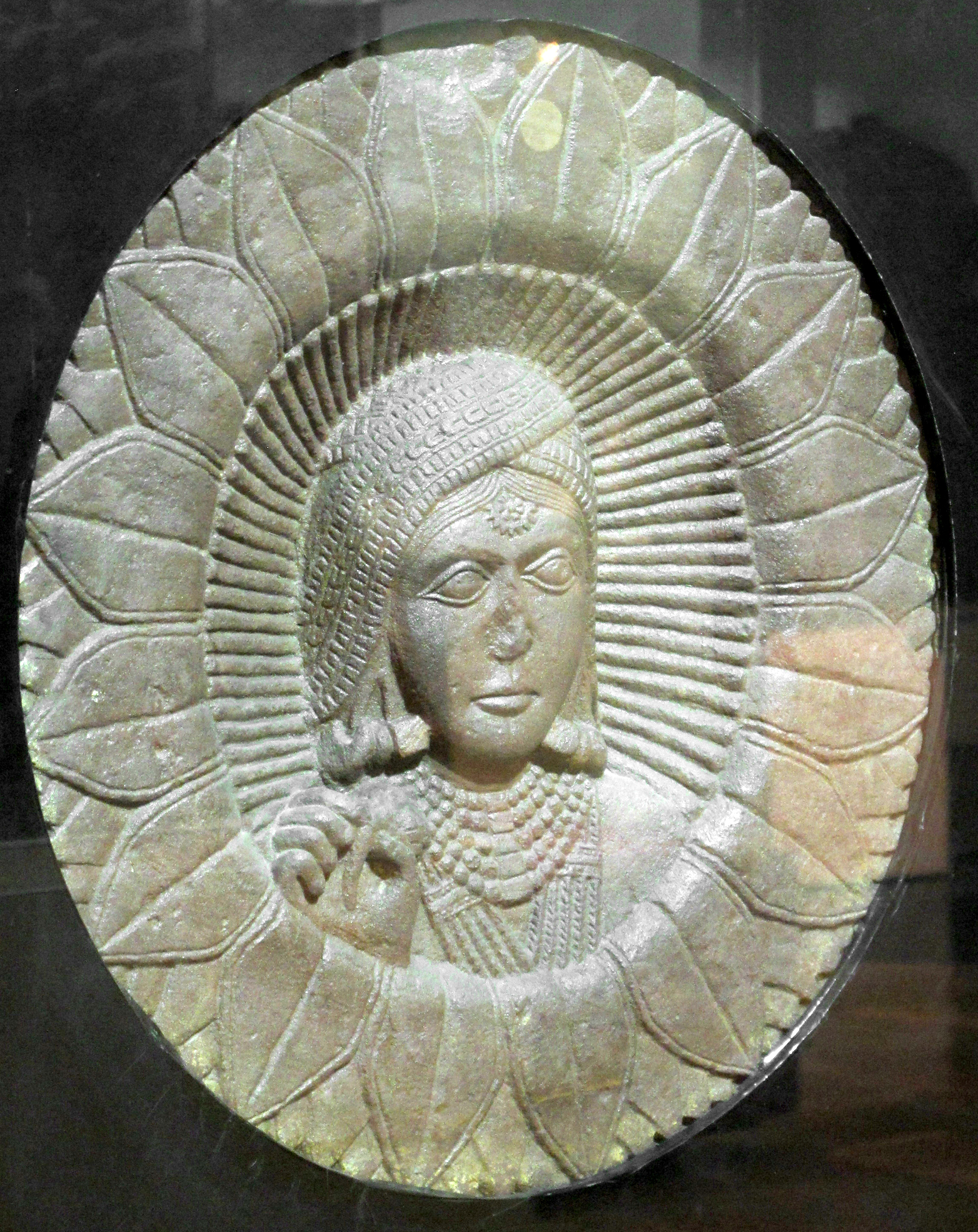
نقش برجسته استوپا قرن دوم پیش از میلاد. بیندی به عنوان تنها تزیین چهره زن در میان لوتوس مقدس در این دوره دیده می‌شود.
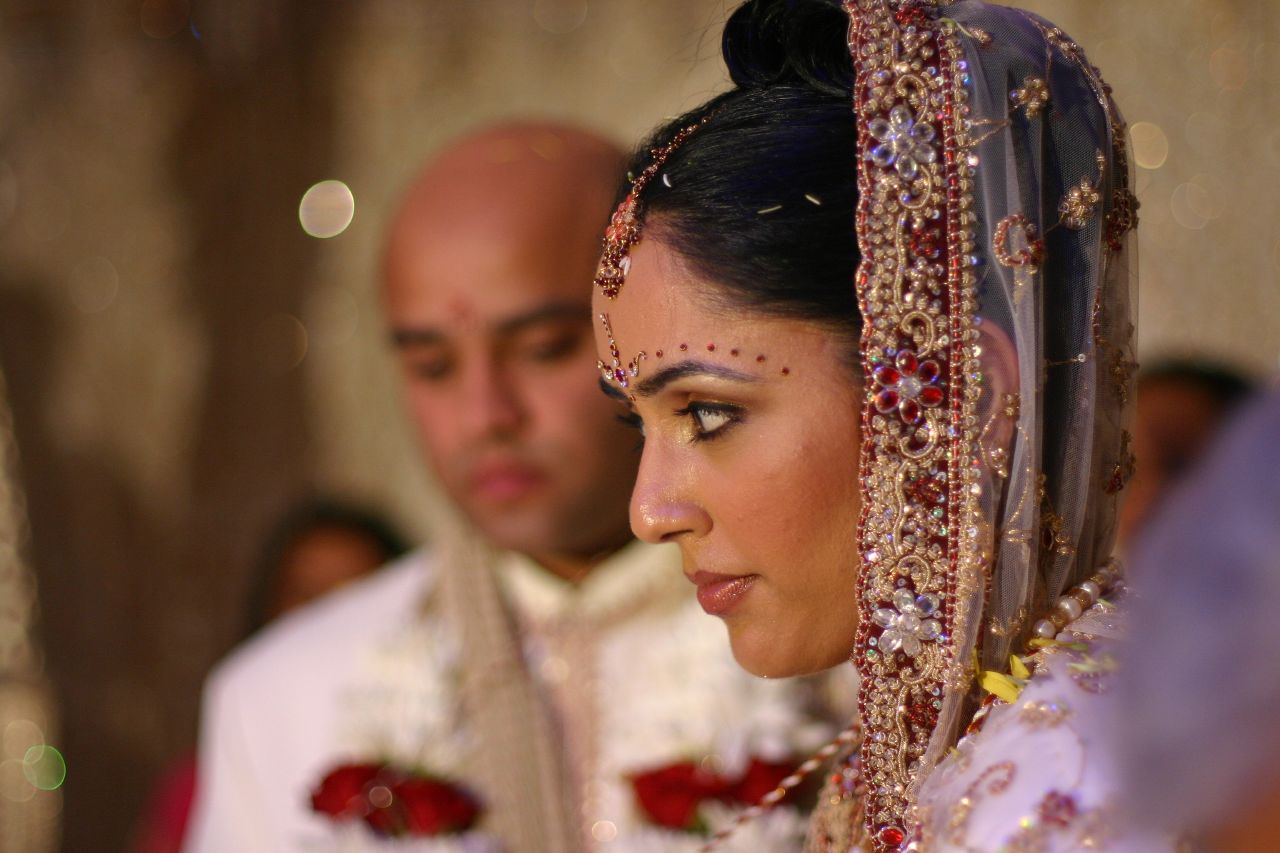
یک عروس با بیندی‌های تزیینی
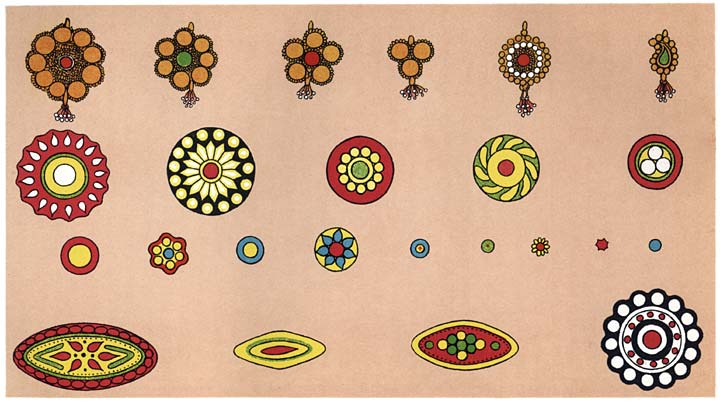
بیندی‌های زینتی آماده که به ساخته شده از لاک که به لاکرا معروفند.
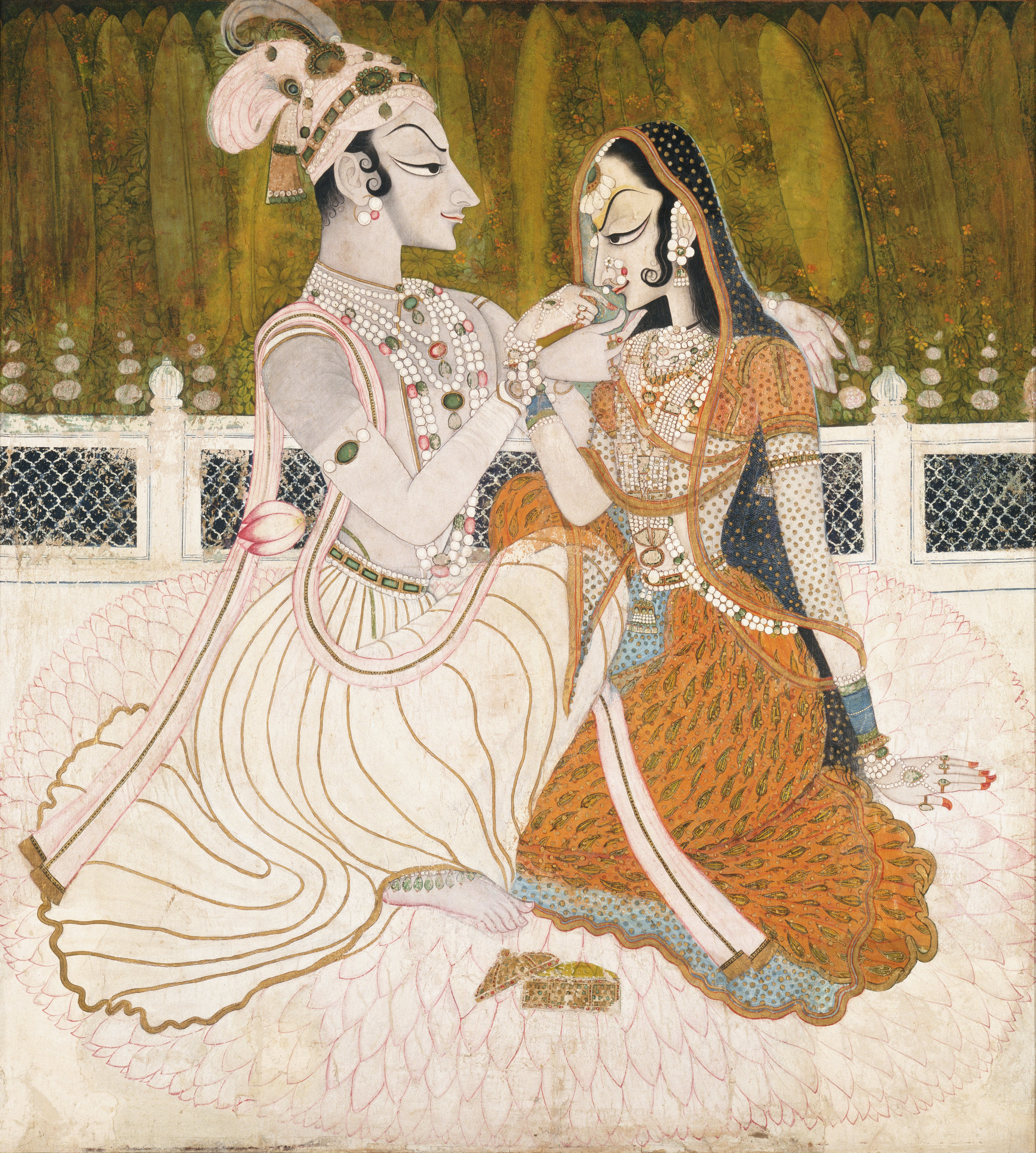
فاحشه بنی تانی در نقش رادا با بیندی زینتی. حدود ۱۷۵۰
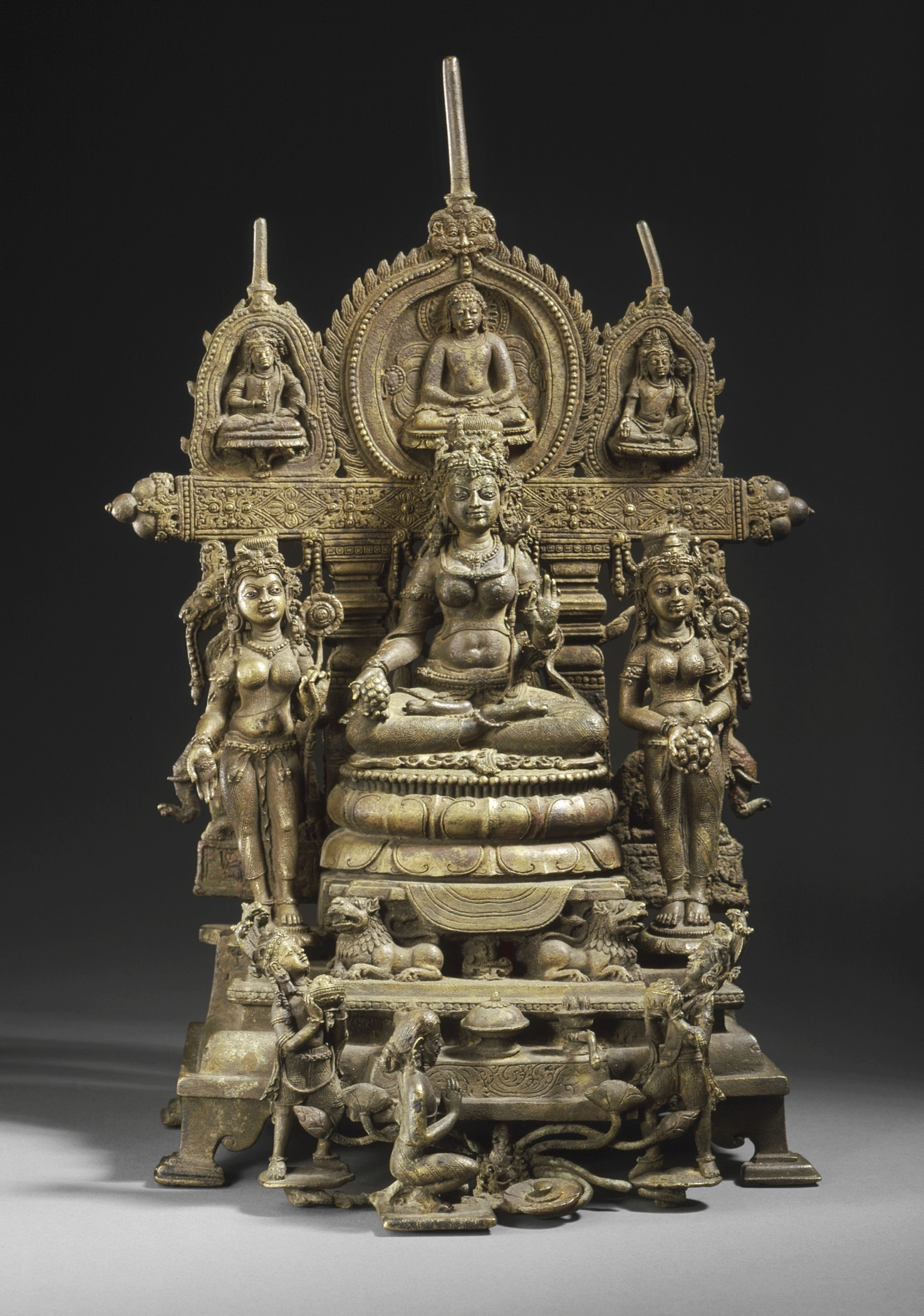
شیاما تارا در سیتا تارا و بریکوتی حضور یافته. هند. حدود قرن ۸
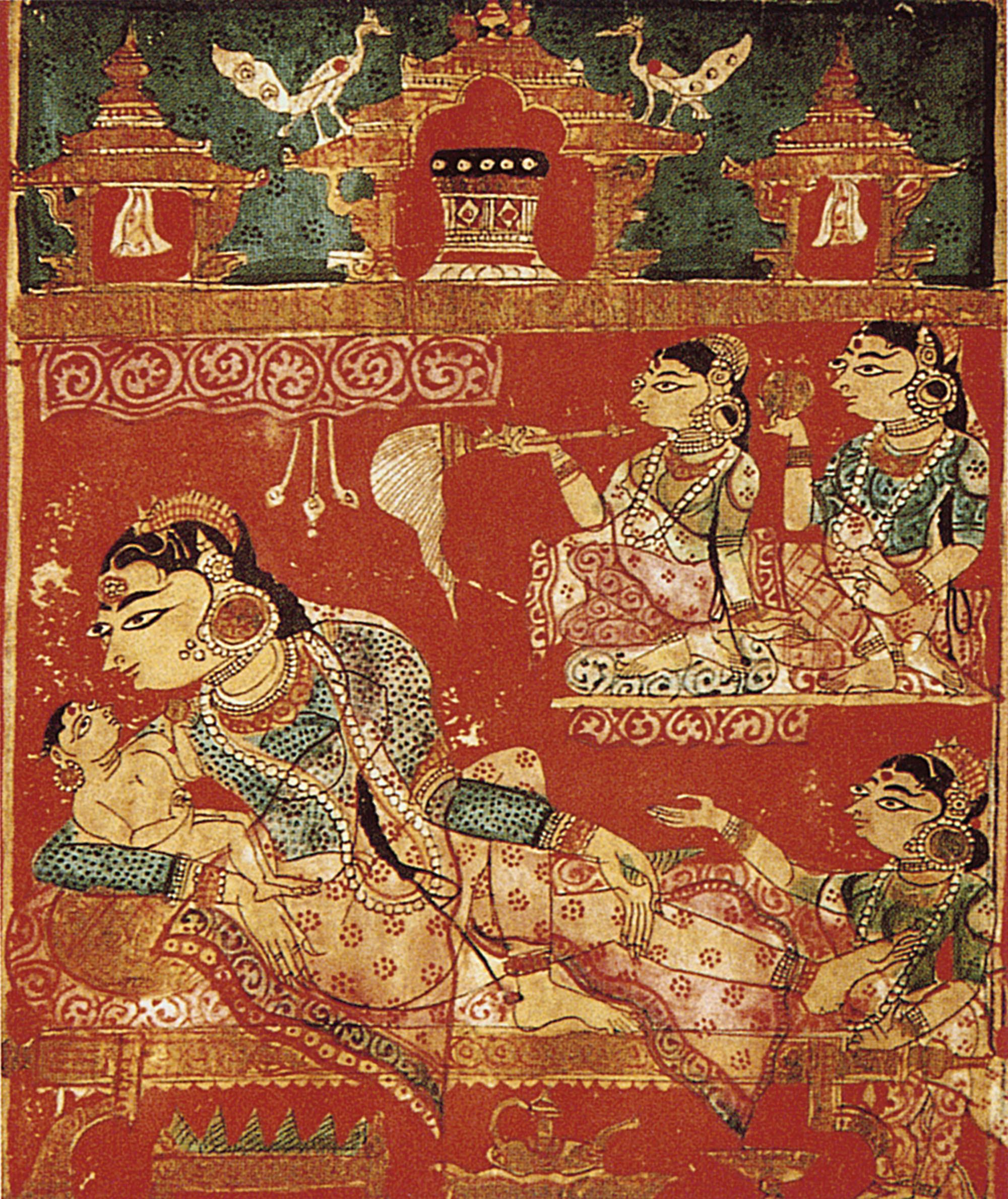
نسخه دستنویس کاپسوترا، مینیاتوری از تولد ماهاویرا ، تک برگ، حدود ۱۳۷۵ - ۱۴۰۰
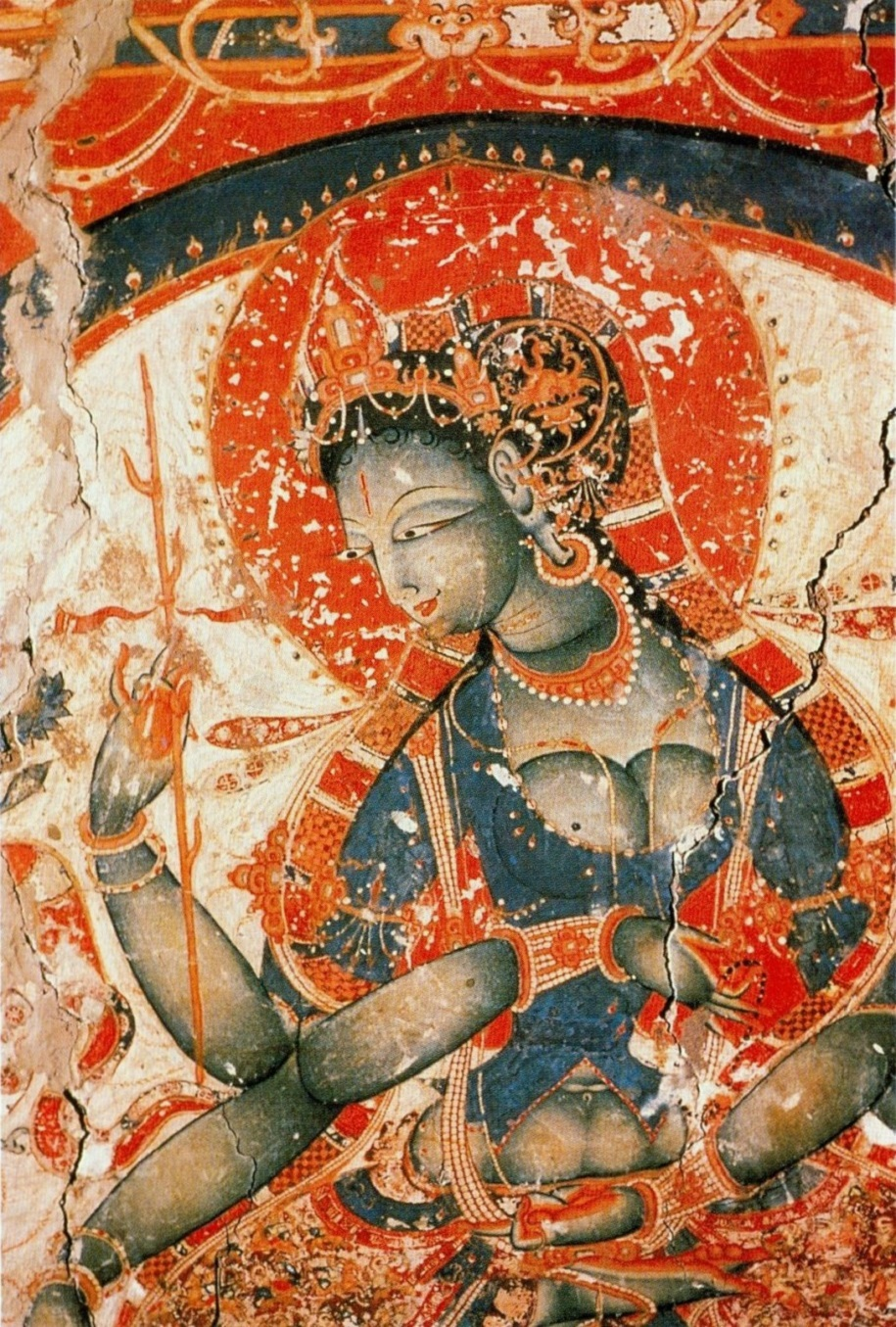
تارای سبز در نقش پراجنیاپرامیتا حدود سده ۱۱ میلادی
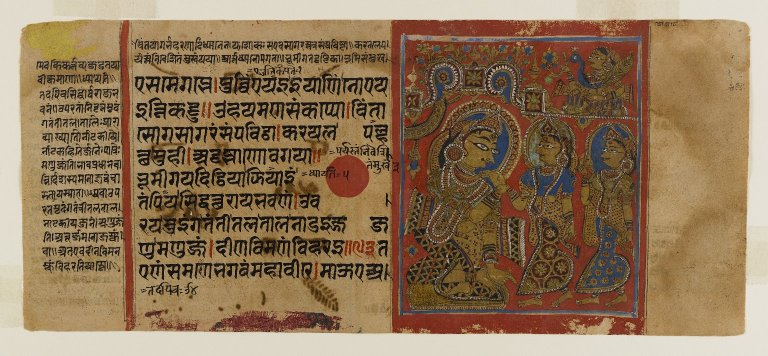
نسخه دستنویس کاپسوترا، برگ مورخ۱۴۷۲
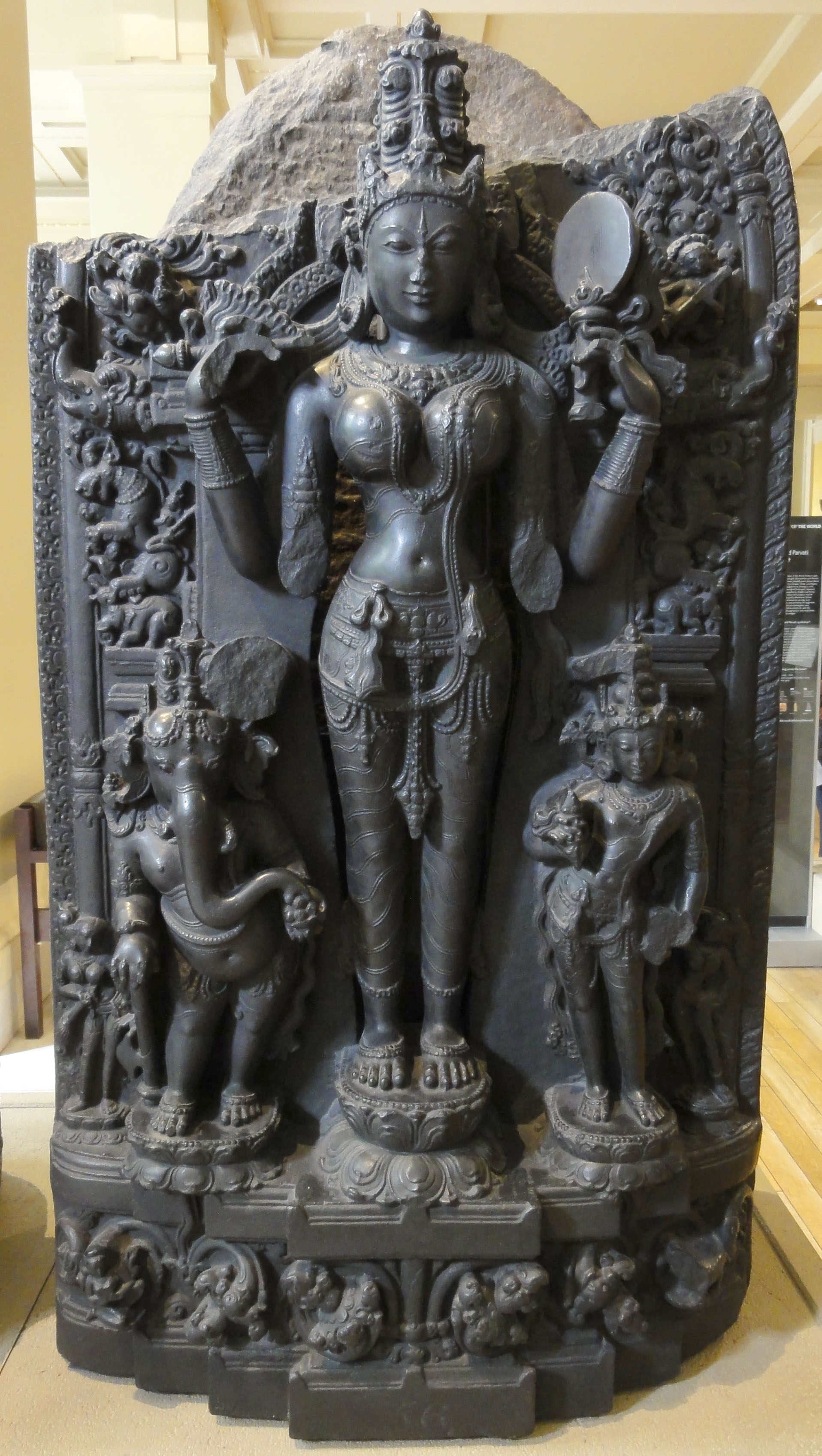
الهه لالیتا کنار گانش و موروگان، سلسله پالا.
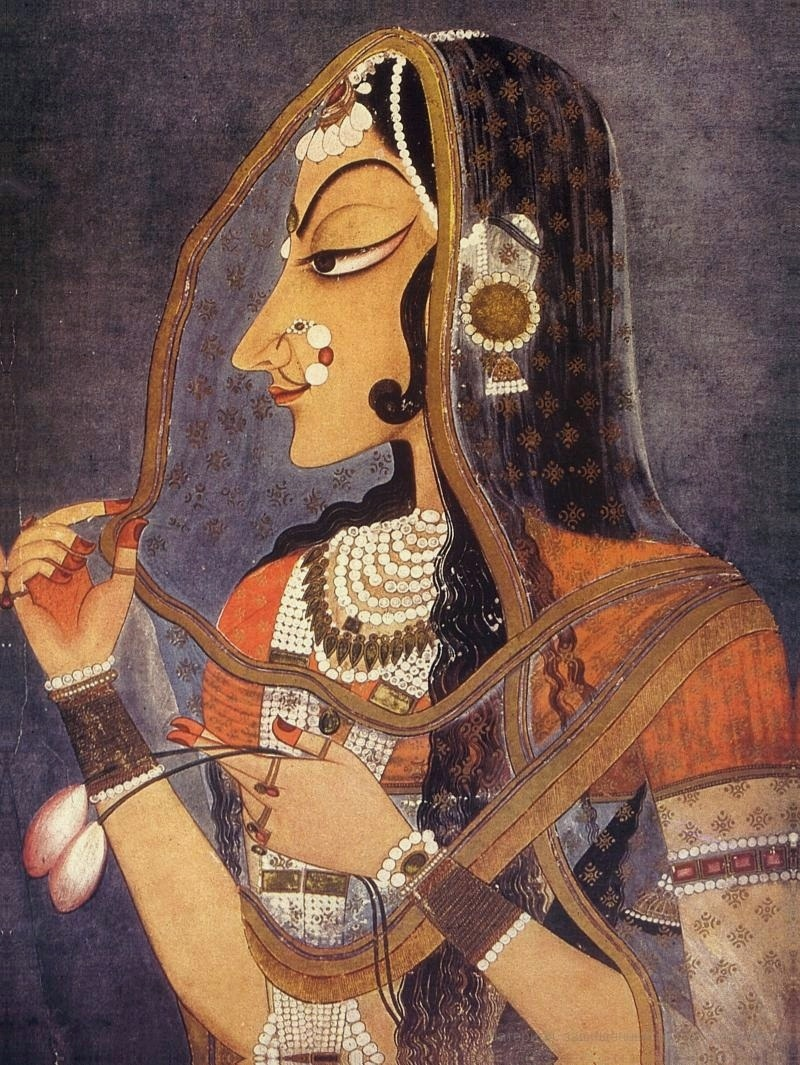
فاحشه بنی تانی در نقش رادا با بیندی زینتی. حدود ۱۷۵۰
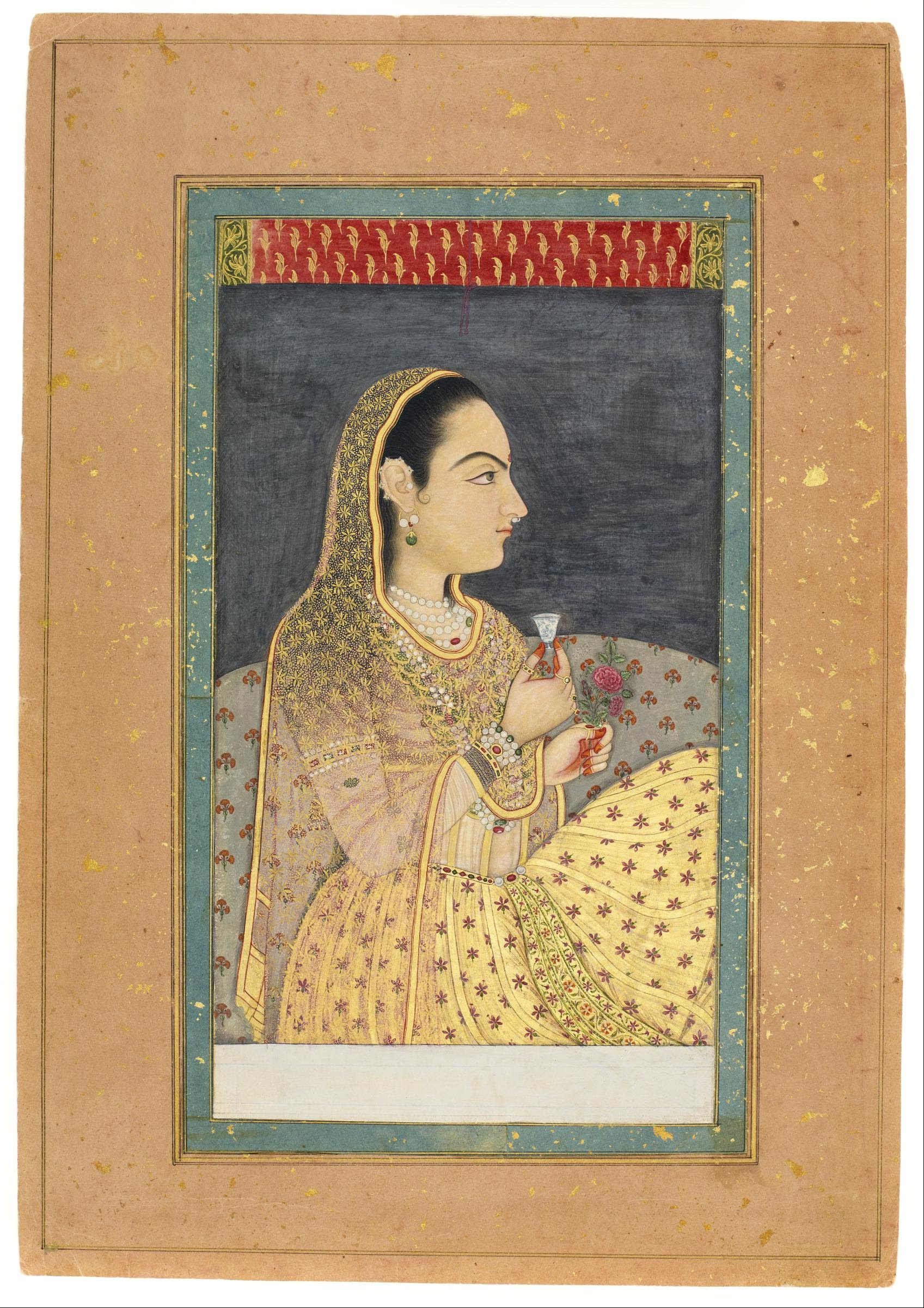
بانویی با بیندی با یک جام شراب و گل سرخ. حدود ۱۷۰۱
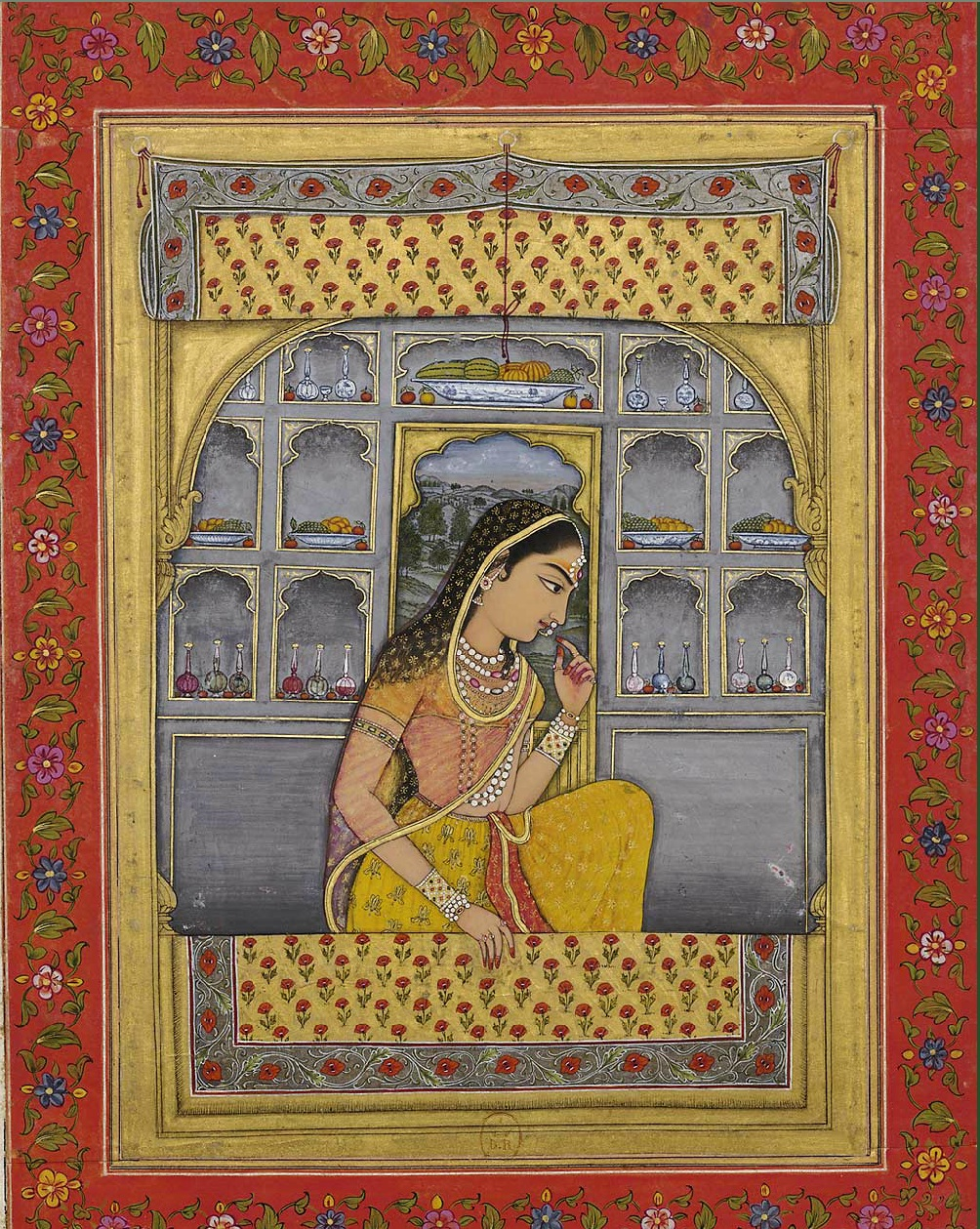
پرتره ایده‌آل از شاهدخت پادمواتی با مانگ تکا حدود ۱۷۰۱
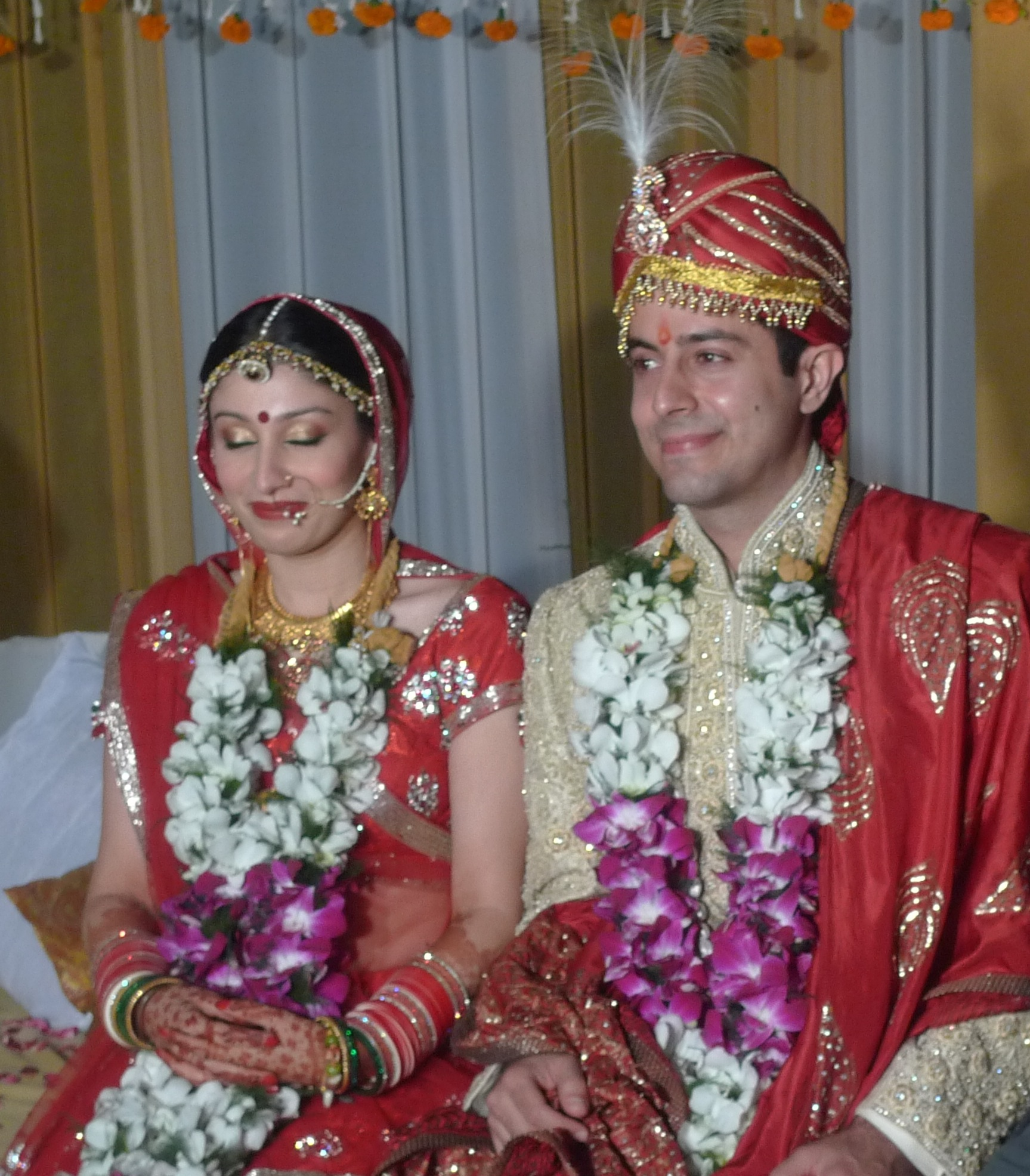
عروس هندو با بیندی و داماد با تیلاکا.
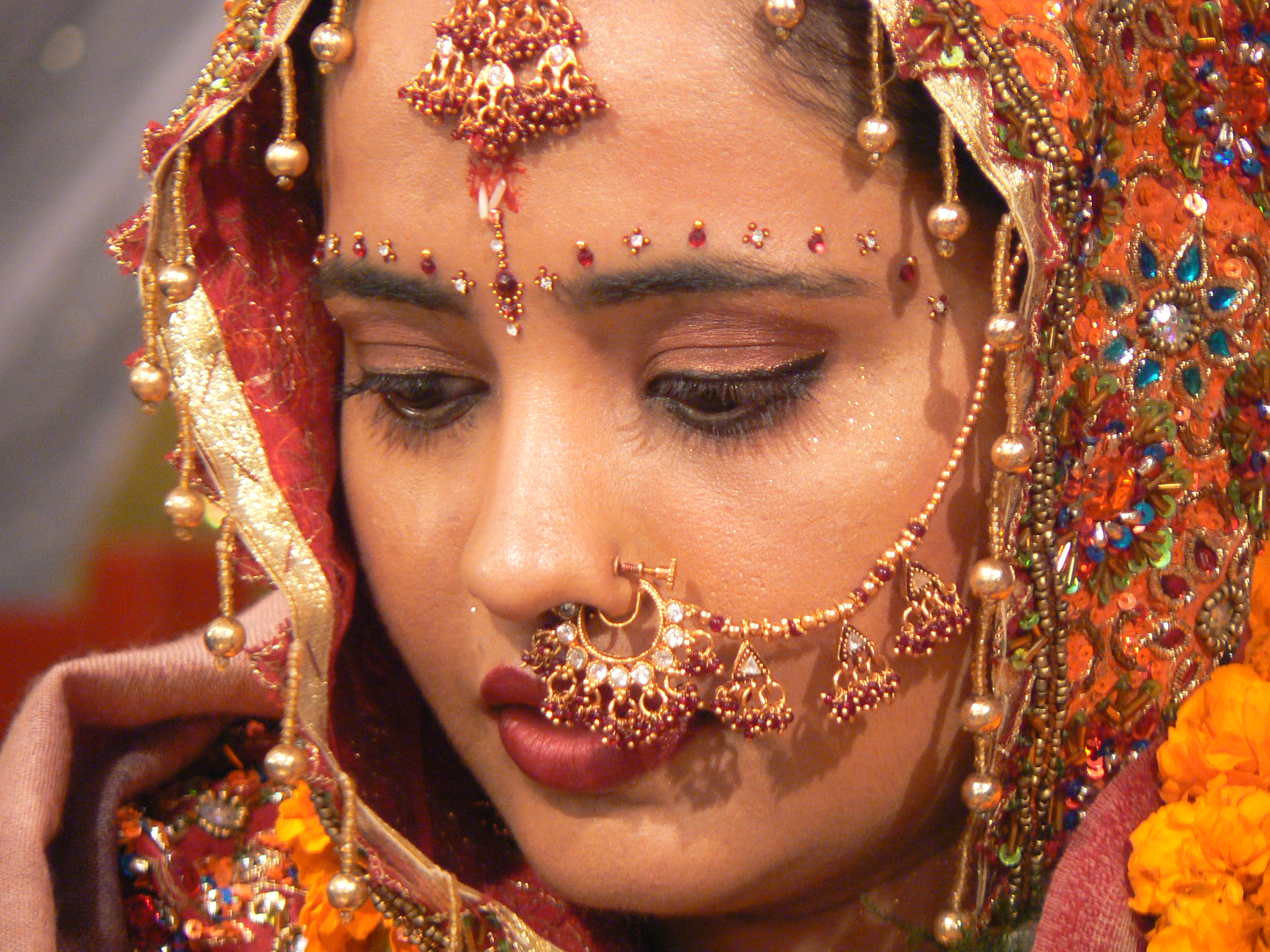
عروس هندو با پیشانی تزئین شده
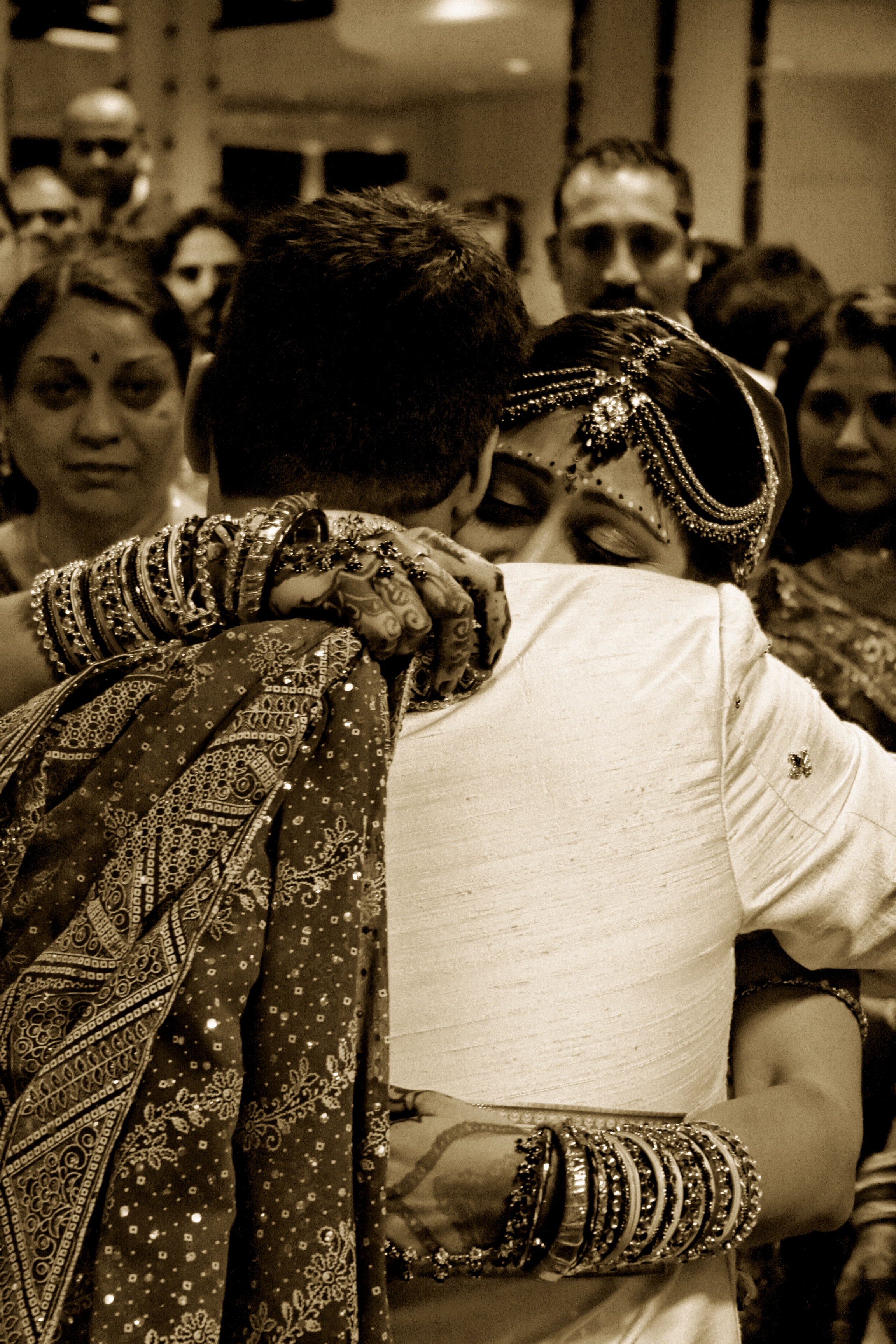
عروس با تزئینات پیشانی
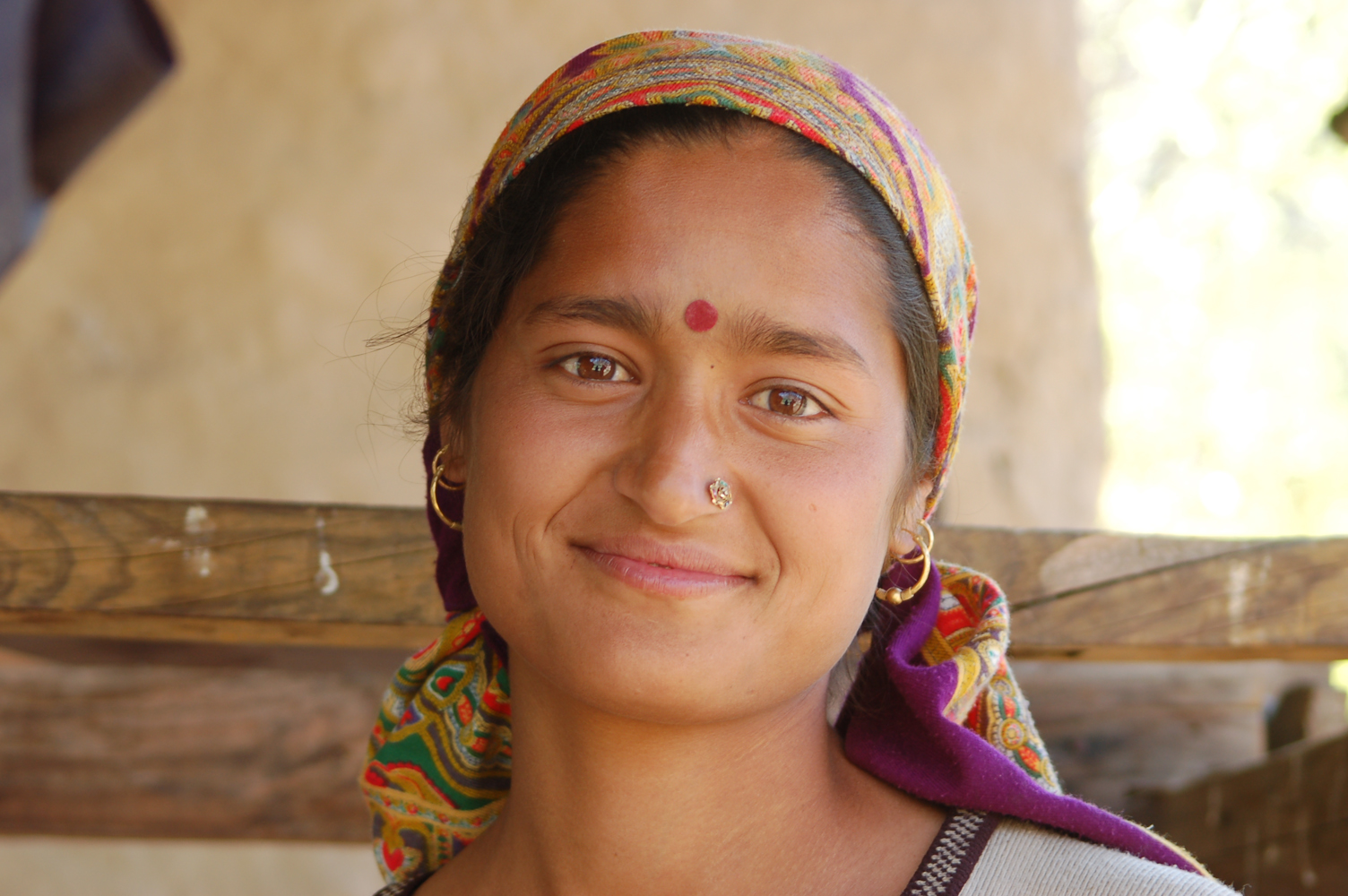
زن هندو با بیندی
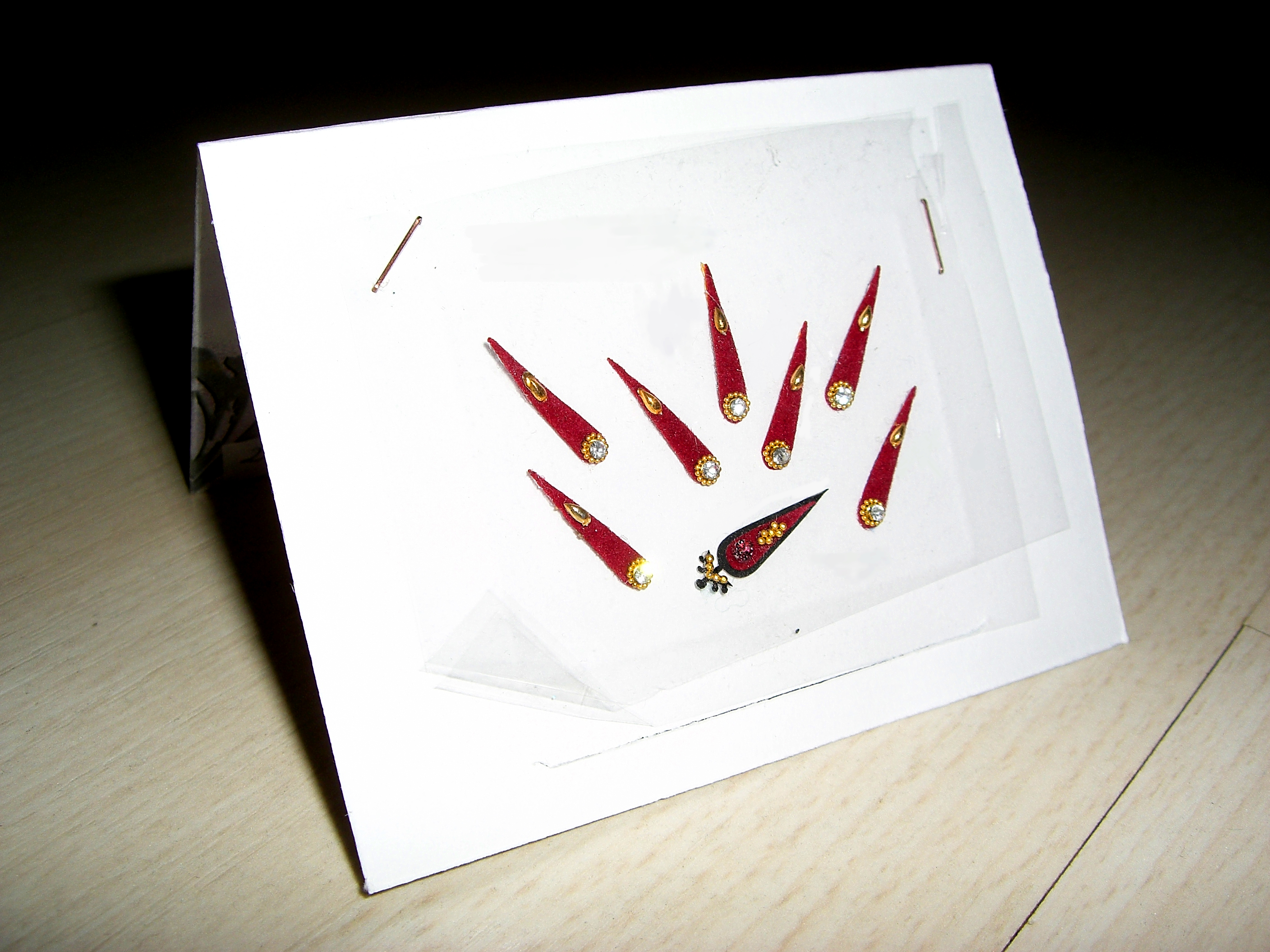
برچسب‌های امروزی بیندی
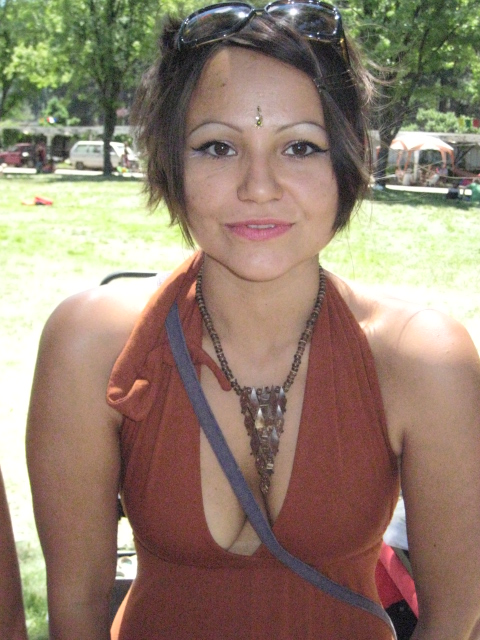
امروزه از بیندی اغلب به عنوان نوعی تزیین یا شیوه‌ای در بیان و اظهار خود استفاده می‌شود.